# Chevrolet Aveo
El Daewoo Kalos o Chevrolet Aveo es un automóvil de turismo del segmento B, el cual fue producido por GM Daewoo/Daewoo Motors y a la vez por General Motors de México para el mercado sudamericano. Fue introducido al mercado en diciembre de 2002 y fue sustituido por un coche, el Chevrolet Sonic, además de compartir mercado con el Chevrolet Cobalt en centro y Suramérica actualmente. Fue comercializado en 120 países bajo cinco nombres diferentes, desde Daewoo Kalos hasta Holden Barina. El Daewoo Kalos o Chevrolet Aveo evolucionó a través de los años, experimentando dos rediseños, tres estilos de carrocería (sedán 4 puertas y hatchback de 3 y 5 puertas), y cinco configuraciones de motor; además de ser un coche global de la GM, con el que se reposicionó incluso en el exigente mercado estadounidense tras su quiebra y refundación. Todos los coches fueron construidos sobre la base de una única plataforma mecánica exclusivamente dedicada a su producción, con ligeros retoques cuando fuere necesario.

## Historia

### Concepción y desarrollo
Su origen y desarrollo tuvo sede en Corea del Sur, en la planta de Bupyeong, la que también es conocida como "GM Daewoo"; y la cual es ahora subsidiaria de General Motors. Posteriormente pasó a ser ensamblado y/o fabricado por otras subsidiarias de la GM a nivel global.
En su mercado local, Corea del Sur, el T200 se conocía como Daewoo Kalos, antes de ser rebautizado como Daewoo Gentra.
En varios mercados de exportación asiáticos, australianos y europeos, también se utilizó el nombre "Daewoo Kalos", que luego pasó a llamarse "Chevrolet Aveo" o Holden Barina en el caso de Australia. En Indonesia, esta generación se vendió con tres nombres: "Chevrolet Aveo" para hatchback, Chevrolet Kalos para sedán y sedán para flota de taxis como "Chevrolet Lova".
Otros nombres utilizados incluyen ZAZ Vida en Ucrania, Ravon Nexia en Rusia, Chevrolet Nexia en Uzbekistán y Azerbaiyán, Chevrolet Lova en China y Pontiac G3 en los Estados Unidos, que se vende junto con la versión "Chevrolet Aveo". En Canadá, se utilizó originalmente el nombre Pontiac Wave, seguido de Pontiac G3 Wave, antes de adoptar el nombre "Pontiac G3" utilizado en los Estados Unidos. Desde 2003, Suzuki también ha vendido una versión en Canadá llamada Suzuki Swift+ junto con las versiones con las insignias Chevrolet y Pontiac. El sucesor del T200, el T300, se lanzó en 2011. El Swift+ se abandonó después del año modelo 2011 debido a las bajas ventas junto con toda la marca Suzuki, aunque la filial canadiense de Suzuki enumeró el año 2010 como el último año modelo del Swift+. Además, el lanzamiento del Pontiac Wave5 también es muy relevante para determinar la diferencia de años de producción y nombres de modelos de producción..

### Inicios
Desde su introducción, los modelos europeos llevaban la leyenda "Giugiaro design" (diseño Giugiaro). Refiriéndose a su proyecto de diseño del Kalos, Giorgetto Giugiaro dijo: "Cuando se diseñó, nos propusimos elaborar una alternativa a las líneas convencionales y nuevos caminos en términos de diseño".
El Centro Técnico de la Daewoo; ubicado en Worthing, Reino Unido (ahora disuelto), llevó a cabo la investigación inicial y los diseños de la plataforma y de los análisis de la ingeniería básica utilizada, siendo el Centro Técnico Daewoo en Bupyong (en Incheon, Corea del Sur) el principal encargado de los estudios de desempeño y calidad; y encomendándose a los encargados en Corea del Sur de las tareas de completar los estudios del programa de desarrollo para su posterior producción. Las mejoras y afinamientos del chasis fueron hechas en Gran Bretaña por los ingenieros de la Daewoo en el citado centro de desarrollo. Las pruebas del motor se realizaron en la Asociación de Investigación de la Industria (Nuneaton, Reino Unido). Las largas pruebas de desempeño se aplicaron a varios ejemplares de preproducción; los que completaron en sus travesías de pruebas y desempeño en ruta cerca de 2,2 millones de kilómetros de recorrido, junto a la realización de nuevas pruebas fuera de Corea del Sur, en sitios donde se exigiera más al vehículo, como en Arjeplog en Suecia; Idiada y Granada en España, Kapuskasing en Canadá, y Beijing en China.
Según una información de un reconocido diario especializado del año 2000, Daewoo construyó 119 prototipos durante el diseño y desarrollo del Aveo; 31 de ellos para la investigación y recopilación de datos objetivos, y la fabricación de 39 vehículos de producción piloto para verificar las normas y la calidad.

### Primera serie
Una primera generación de Aveo (modelos T-200 y T-250) se llamó originalmente Daewoo Kalos ("Kalos" es una palabra griega (καλός), que significa "hermoso" y "bueno"), posteriormente renombrado en Corea como Daewoo Gentra; mientras que en otros mercados se llamó: Pontiac G3 (en los Estados Unidos), Holden Barina (en Australasia); y en Canadá primero Pontiac Wave y después Pontiac G3, siendo actualmente Suzuki Swift+.

### Segunda serie
Una segunda generación Aveo debutó en enero de 2011, globalmente comercializado como Chevrolet Sonic, como Chevrolet Sonic en Norteamérica, Medio Este, Chile, Israel, Japón, México, y Sudáfrica, y como Holden Barina en Australasia.

## Descripción

### Carrocería
Los materiales usados en los chapados del panel principal mantuvieron un calibre en sus láminas de 3 mm, pero en el techo se usa para su construcción una chapa de acero galvanizado, lo que reduce los costes de tratamientos de pintura. El 46% de los Aveo fueron producidos con acero de alta resistencia para aumentar la fuerza de resistencia estructural, y con soldaduras a medida hechas por robots utilizados en la producción del vehículo, lo que permitía aligerar su peso final.

### Suspensión
La suspensión delantera utiliza ejes del sistema McPherson; con muelles helicoidales, y para compensar las vibraciones, se usa una barra estabilizadora; mientras que el eje posterior utiliza una barra de torsión semiindependiente por eje.

### Equipamiento y seguridad

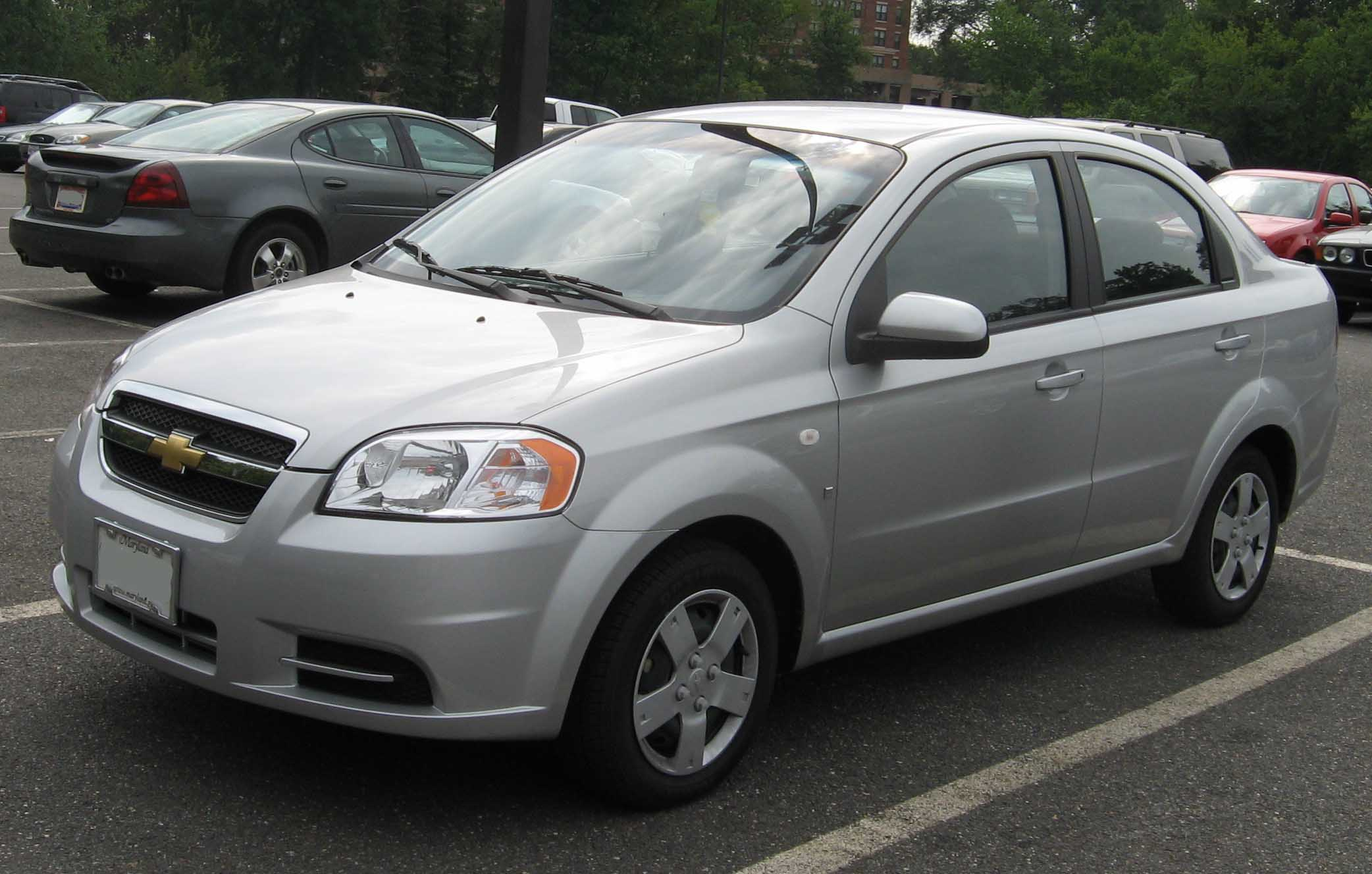
Chevrolet Aveo Sedán 2007 del mercado estadounidense, comercializado como eMotion en el Mercado Andino

El interior cuenta con un diseño de formas circulares en el salpicadero tanto el velocímetro como salidas de aireación. Casi todas sus variantes por países tienen la misma parrilla con ligeras diferencias, excepto las versiones de Europa y de algunos países de América Latina presentan una más amplia parrilla delantera con grandes faros inclinados.
Los modelos Kalos han sido probados en al menos cuatro programas de evaluación internacion de nuevos modelos de automóviles, los resultados que reflejan los diversos equipamientos según cada modelo. Los equipos opcionales, que incluyen airbags laterales, ABS, luces antiniebla (foglights) adelante y atrás, apoyacabezas y cinturones de seguridad para todas las plazas. Aunque según el mercado o modelo puede significar cargos extras.

### Certificaciones de seguridadNCAP
Corea del Sur: los modelos recibieron 4 estrellas para el conductor y los pasajeros delanteros en las pruebas de choque efectuadas por el Instituto de Investigación de Corea del Sur para el Automóvil (KATRI).
Europa: el Programa Europeo de Evaluación de Vehículos Nuevos (Euro NCAP) le concedió las puntuaciones en choques con pasajeros adultos en 2 de 5 estrellas posibles (17 puntos), con niños en 3 de 5 estrellas (26 puntos), y en choque a peatones 2 de 4 estrellas (11 puntos). Obtuvo 3 estrellas en pruebas de colisión tanto en desempeño frontal como lateral; y en colisiones a peatones obtendría 2 estrellas en las pruebas EuroNCAP.
Australia: La mesa de evaluación de Vehículos Nuevos del programa australasiático (ANCAP) entregó 2/5, siendo ésta una baja calificación respecto a los anteriores modelos construidos que se basaban en las plataformas europeas del Opel Barina, y obtuvo una calificación aún más baja de parte de la ANCAP en las pruebas del año 2001. Las puntuaciones de la ANCAP son directamente comparables a las calificaciones de otros programas NCAP, dados sus altos estándares y su relativa similitud.

### Características de diseño
- En el interior se ofrecen anclajes para asiento infantil Isofix.
- En la variante T200 se incorpora una ranura específica para el guardado de los boletos de peaje en el panel de instrumentos, junto al volante.
- La variante de caja automática de cuatro velocidades tiene un "sistema de suspensión" que se característica por hacer que la caja automática de cuatro velocidades se comporte como un manual de tres velocidades: es decir, que "al momento de operar, se tienen que seleccionar las velocidades de la transmisión en la marcha que se deseé transitar". Útil para los motores que se usen en desplazamientos en embotellamientos y/o sufran de paradas por largos periodo de tiempo.
- Los modelos y variantes del Aveo se comercializan como coches de entrada a la gama en diferentes niveles de acabado, con opciones inusuales en nivel de entrada:

- Algunas incluyen radios con sistemas AM/FM/CD/MP3 de serie, un volante donde se montan controles para la radio, un mando central para los cierres y ventanas de accionamiento eléctrico, un acceso remoto sin llave, y cuentan con un sistema de calefacción lateral en los espejos, y un techo corredizo eléctrico, aparte, la versión comercializada en en Colombia se le incorporan sistemas de navegación GPS bautizado como ChevyStar, que incluso permite enlazar a teléfonos móviles al sistema Bluetooth del coche. Cuentan en panel frontal de varios compartimentos para almacenamiento de objetos (documentación, etc.)

- La edición Base incluye una columna de dirección inclinable, un asiento para el conductor regulable en seis niveles, un sistema de desempañador para la ventana trasera, mando a distancia para la tapa del combustible, una puerta dividida 60/40 en el asiento trasero, y un asiento trasero rebatible para mayor capacidad.

- El panel de instrumentos incluye de serie: velocímetro, tacómetro, odómetro, cuenta kilómetros, un indicador de combustible, temperatura de motor, reloj digital, sistema de iluminación tenue (para manejo nocturno). Con un sistema eléctrico de 12 voltios.

### Motorizaciones
| Gasolina |                      |                    |                                                                              |                    |
| Motor | Potencia             | Torque             | Transmisión                                                                  | Años de producción |
| --- | -------------------- | ------------------ | ---------------------------------------------------------------------------- | ------------------ |
| Cuatro en línea (I4) Ecotec, de 1229 cc. de cilindraje, LDC/LWB.                                                 | 51 kW (68 HP)        | 115 Nm/ 85 lb-pie  | * Manual, de 5 velocidades                                                   | 2011–              |
| Cuatro en línea (I4) Ecotec, de 1229 cc. de cilindraje, LDC/LWB.                                                 | 62 kW (83 HP)        | 115 Nm/ 85 lb-pie  | * Manual, de 5 velocidades                                                   | 2011–              |
| Cuatro en línea (I4) Ecotec, de 1398 cc de cilindraje; LDD.                                                      | 74 kW (99 HP)        | 130 Nm/ 96 lb-pie  | * Manual, de 5 velocidades - Automático, de 6 velocidades del modelo GM 6T30 | 2011–              |
| Cuatro en línea (I4) Ecotec (t/c), de 1364 cc. de cilindraje; LUV. (Motor usado en Estados Unidos)               | 103 kW (138 HP)      | 148 Nm/ 109 lb-pie | * Manual, de 6 velocidades - Automático, de 6 velocidades del modelo GM 6T40 | 2011–              |
| Cuatro en línea (I4) Ecotec, de 1598 cc. de cilindraje, LDE.                                                     | 85 kW (114 HP)       | 155 Nm/114 lb-pie  | * Manual, de 5 velocidades - Automático, de 6 velocidades del modelo GM 6T30 | 2011–              |
| Cuatro en línea (I4) Ecotec, de 1796 cc. de cilindraje, LUW. (Motor en uso en Estados Unidos y resto de América) | 136 HP (101 kW) (NA) | 123 Nm/ 91 lb-pie  | * Manual, de 5 velocidades - Automático, de 6 velocidades del modelo GM 6T30 | 2011–              |
| Diésel |                      |                    |                                                                              |                    |
| Cuatro en línea (I4) del tipo CDTI (turbodiésel), de 1.3 L (1248 cc), LDV/LSF.                                   | 55 kW (74 HP)        | 190 Nm/ 140 lb-pie | Manual, de 5 velocidades                                                     | 2011–              |
| Cuatro en línea (I4) del tipo CDTI (turbodiésel), de 1.3 L (1248 cc), LDV/LSF.                                   | 70 kW (94 HP)        | 210 Nm/ 155 lb-pie | Manual, de 5 velocidades                                                     | 2011–              |

## Generaciones del aveo familly y emotion

### Generaciones del aveo emotion

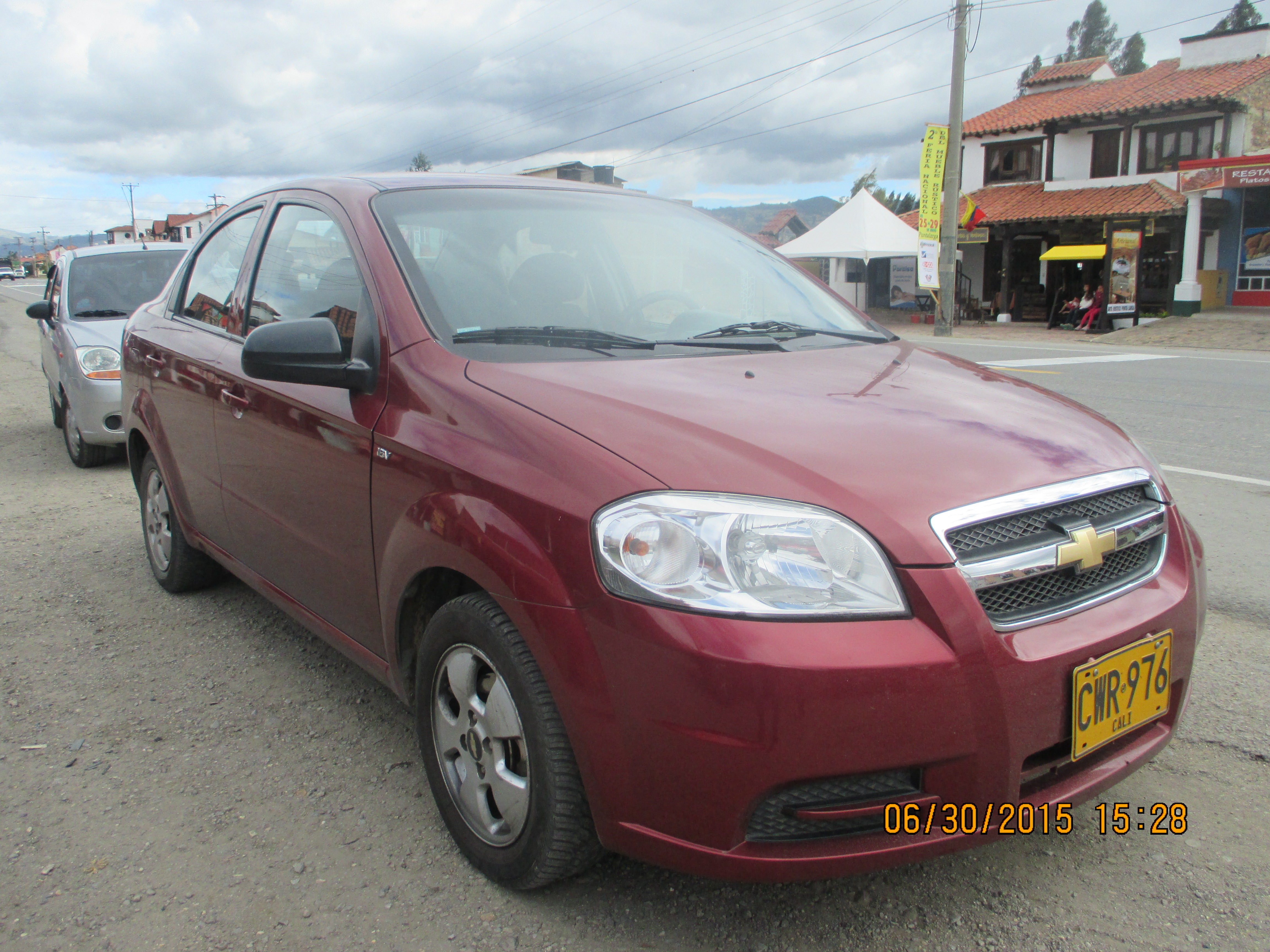
Generación actual

- Archivo:Chevrolet_Aveo_Emotion.JPGGeneración actual

### Generaciones del aveo familly

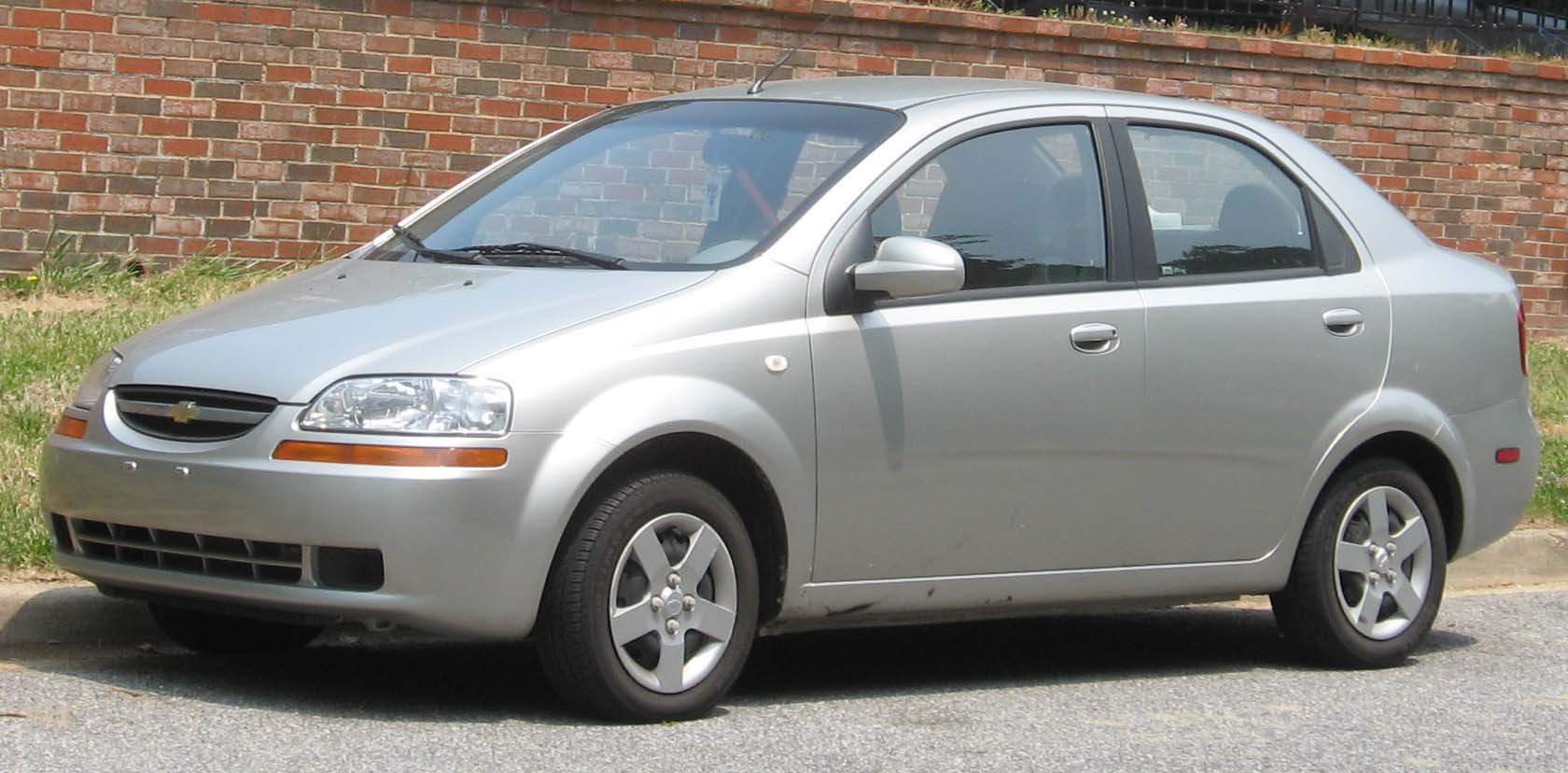
Primera generación
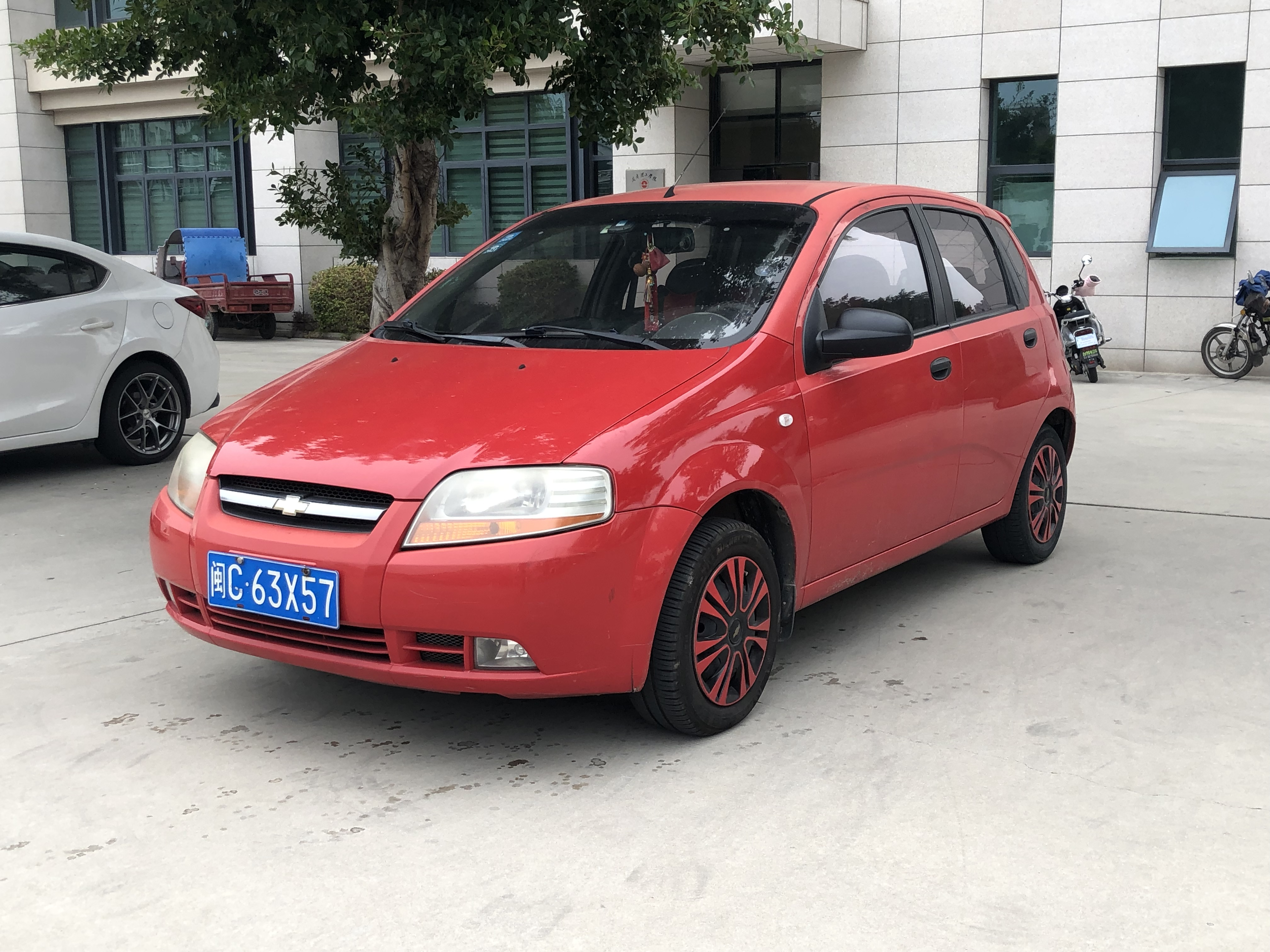
Generación actual

- Archivo:04-06_Chevrolet_Aveo_sedan_3.jpgPrimera generación
- Archivo:Chevrolet_Aveo_T200_hatch_Shishi_01_2021-12-26.jpgGeneración actual

## Variantes

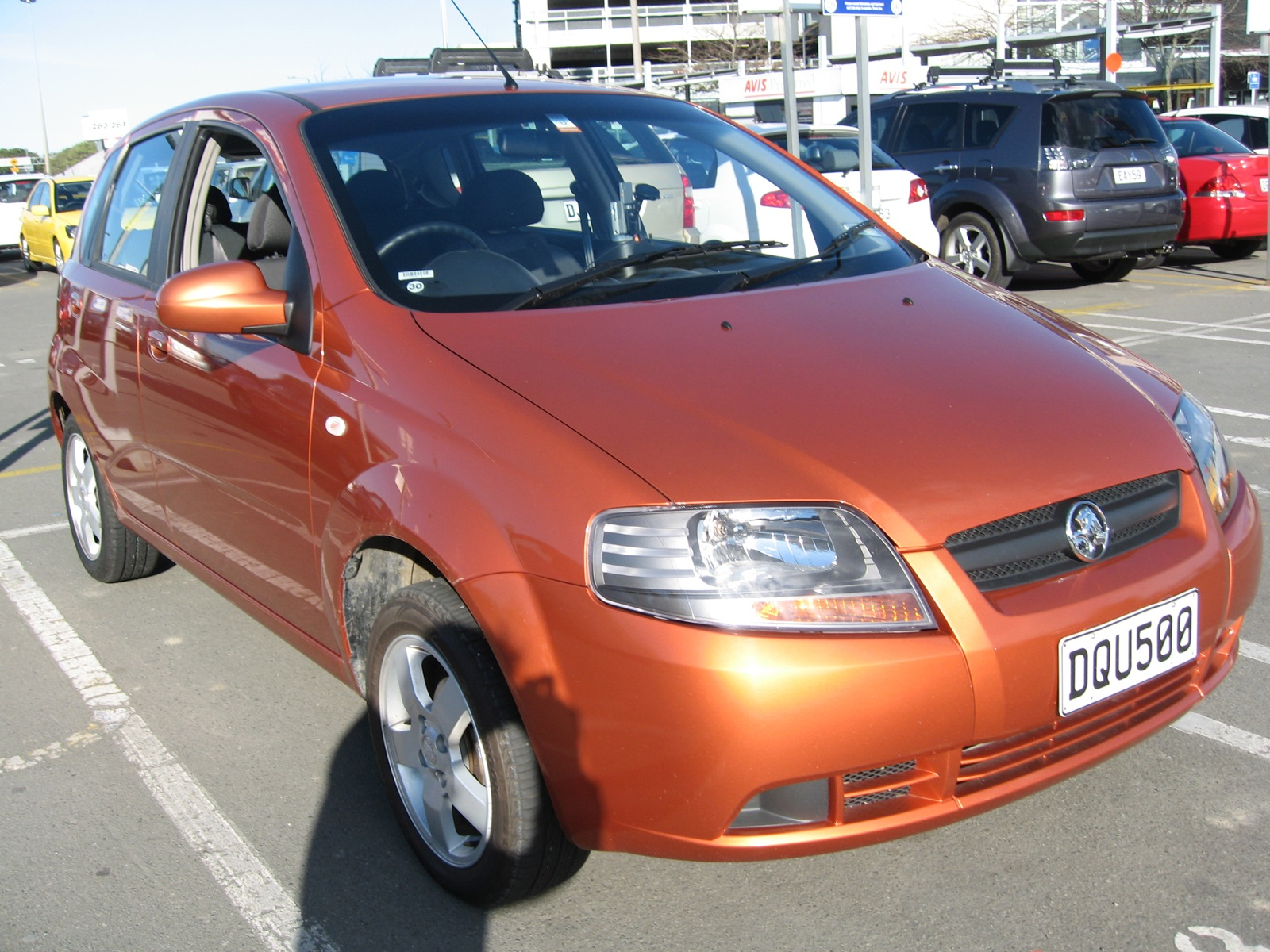
Holden Barina (designación en Australia del Aveo) GTi T200.

El "Chevrolet Aveo/Daewoo Kalos" se fabrica en carrocerías hatchback de cinco y tres puertas (GTi, Limited y MSN), y en configuración sedán de cuatro puertas. La última versión comercializada en Colombia, de motor 1.6 litros, tiene 103 caballos de vapor (102 HP) a 6000 revoluciones, su velocidad máxima es de 185 kilómetros (115 mi)/hora y en 10.2 s su velocidad pasa de 0 a 100 kilómetros (62 mi)/h.
La versión que hizo más asequible el Aveo popularmente en el mercado fue una de 1,5 litros, frente a la versión de 1,6; la cual fue denominada "Family"; haciendo alusión al segmento al cual va dirigida y la cual ofrece un motor de E-TEC II SOHC 1,498 c.c. (1.5), 8 Válvulas (2 Por Cilindro) y 4 cilindros, y que entrega 83 caballos de vapor (61 kW) a 5500 RPM. Su velocidad máxima es de 192 km/h. Así como la 1.6 ofrece Aire Acondicionado opcional, tiene sistema de inyección multipunto, vidrios eléctricos opcionales, caja de 5 marchas y demás lujos como sillas en cuero, espejos eléctricos y demás. La principal característica del Family es el frontal; el cual es diferente a la versión 1.6 y es el mismo del Aveo/Kalos de 2004 (T200).
Existen en Colombia 3 versiones conocidas como Family (E-TEC II 1.5 8V y 85HP SOHC), Aveo Sedán (E-TEC II 1.6 16V/1.4 16V DOHC (98/103HP)) en carrocerías coupé (GTi), hatchback (GT) y sedán (LT) y la versión Emotion en ese mismo tipo de carrocerías con motorización E-TEC II 1.6 16V DOHC.

## Comercialización y Fabricación/Ensamblaje a nivel global

### Corea del Sur
El T200 se vende bajo la marca Daewoo como "Daewoo Kalos", siendo la versión camioneta conocida como "Kalos V" y la sedán comercializada como "Kalos S". Daewoo comenzó a vender el T250 sedán en septiembre de 2005 como el "Daewoo Gentra", en sustitución del "Kalos S". El "Daewoo Gentra" se deriva de las palabras inglesas ""gentlemen"" (caballero) y ""transportation"" (transporte)". El lema de la campaña publicitaria al presentar el Gentra en Corea "¿Es Gentíl?", y protagonizó la campaña Daniel Henny. En octubre de 2007, a la versión camioneta del Kalos se le adaptó la planta motriz del T250, y pasó a denominarse "Daewoo Gentra X".

### Norteamérica

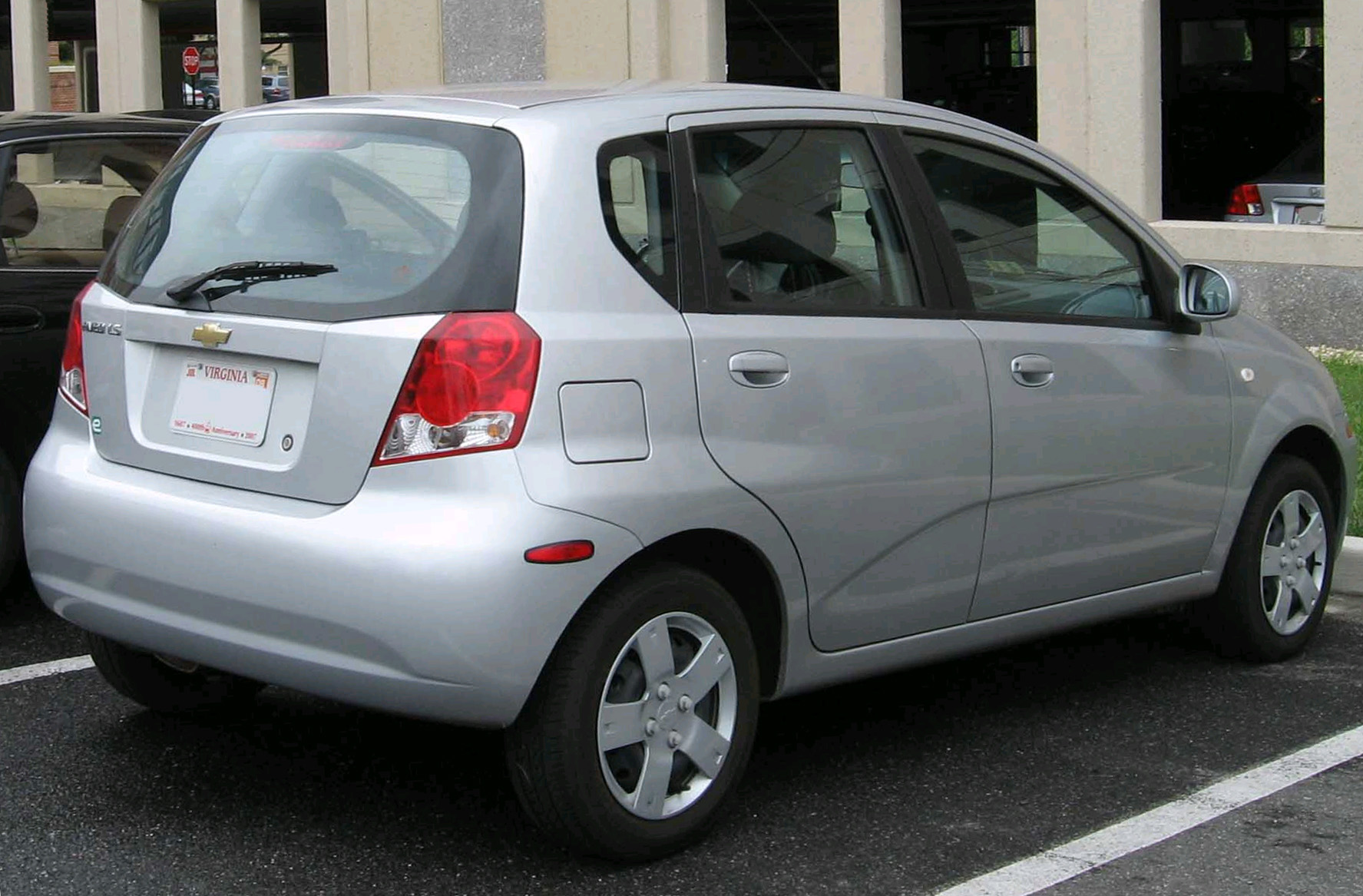
T200 Chevrolet Aveo LS hatchback (US, 2004-2006).

Los modelos T200 fueron introducidos en los EE. UU. y Canadá los modelos 2003 en el 2004 (febrero), viéndose en el Chicago Auto Show y siendo comercializados como el Chevrolet Aveo. Los modelos de EE. UU. de 5 puertas y de 4 puertas salieron a la venta en noviembre de 2003, y según informa el Boston Globe en noviembre de 2006, "el Aveo (fue) el de mayor venta en la categoría subcompact en los Estados Unidos".
El T250 sedán debutó en enero de 2006 como el Chevrolet Aveo 2007 en el Gran Auto Show de Los Ángeles, sus ventas en América del Norte comenzaron en agosto de 2006.
El Aveo de 5 puertas Hatchback se comercializa como "Aveo5" en Canadá desde su introducción y en los EE. UU. comienza su distribución en el año 2006 con el modelo 2007. Los modelos se venden como Pontiac Onda (4-puertas y 5 puertas, desde el 2005 el año del modelo) y Suzuki Swift + (5 puertas) en Canadá. El T200 del modelo Onda sedán fue sustituido para el 2007 con el modelo del año siguiente: el T250, coincidiendo con el lanzamiento de la edición 2007, Basado en el modelo T250 del Aveo igualmente. Para el año modelo 2009, Elcoche se vende como el Pontiac Onda G3 en Canadá. En los Estados Unidos, Pontiac venderá la versión stationwwagon de 5 puertas como el Pontiac G3 a partir de la primavera de 2009. Debido a la eliminación gradual en General Motors de la marca Pontiac, el Pontiac G3/Wave ya no será comercializado después del año 2010.
Algunas formas de diferenciarlos se pueden establecer por sus características exteriores más sobresalientes, las que se dan a continuación:
2005: Las luces direccionales cambian de naranja a Transparentes.
2006: Un Spoiler trasero que cambia de un aspecto cuidado al de un spoiler con bases de metal para el soporte, con el incremento de su tamaño en varios centímetros de distancia entre éste y la carrocería.
2007: Los coches tipo Sedán fueron rediseñados. Se Removieron: El equipamiento SVM, en la versión Aveo 5 Modelo LT. Nuevas Características: Radio con CD player y soporte para sistemas de reproducción musical MP3 de 6 discos, reestilización de la versión 4-Puertas, Un interior en tapizado en colores neutrales en paño y cuerina, mandos del sistema de audio integrados en el volante, entradas de componentes de audio auxiliares en todas las variantes 4-puertas y en la versión LS, paneles de madera en la versión sedán, boceles cromo/metálicos en las versiones LS y LT, sistema manual de ajuste lumbar en el asiento del conductor junto con reposabrazos, antera trasera en el panorámico posterior en las versiones 4-Puertas. Cambios adicionales: retrovisores electroservidos para el conductor y el pasajero, y ahora los Aveo 5-Puertas se renombraron como Aveo5. También está disponible una edición especial de verano en color Azul Maui metalizado, con ruedas cromadas, vidrios electroasistidos, quemacocos, sistema de radio especial con entradas A/V, sistema de acceso remoto sin llave, seguros especiales en las puertas, faros para niebla de serie y toques plateados en el interior.
En México comenzó su venta en 2006 como Pontiac G3 y en 2008 como Chevrolet Aveo, a finales de ese mismo año comenzó a fabricarse en San Luis Potosí. Ha sido el auto más vendido en México en 2012 y 2013.
AVEO GT - GT5 RS LIMITED
Existen Versiones Limitadas que se fabricaron con varios extras llamados así por poseer características de gama alta en un auto de valor comercial menor, así se fabricaron AVEO GT - GTI - GT3 Y GT5 de los cuales algunos se caracterizan por el lujo y confort siendo el mejor de la gama el GT5 en algunas versiones creadas como Race Sport o Racing Sport. 

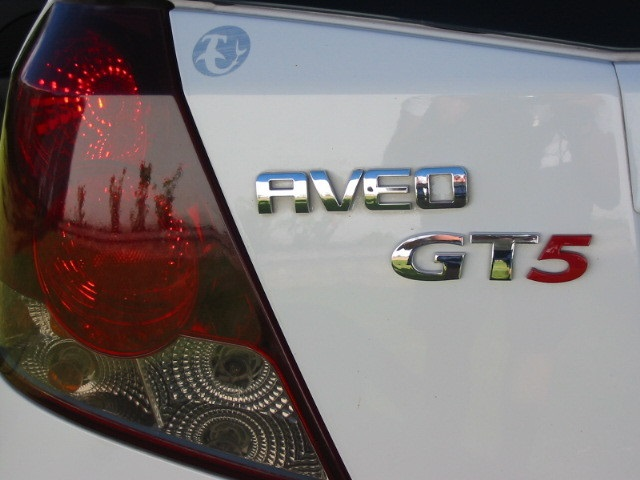
GT5 EMBLEM

Sus 16 válvulas motor 1.6 hacen que este vehículo en algunos casos con Aros desde el Rin 15 hasta el 17 en su versión más deportiva se consideren rápidos y completos al momento de rodar por las calles de cualquier ciudad, incluyen halógenos, frenos ABS, elevavidrios eléctricos, retrovisores y vidrios eléctricos en sus cuatro puertas, inclusive spoiler deportivo en algunas variantes, aire acondicionado, guardalodos y palanca recortada. Los modelos Limited se fabricaron en pocas unidades consideradas premium similares a los carbono de hoy en día consideradas la unidad 1 Million, a partir del año 2007 existen varias unidades con el confort y estilo deportivo que ninguna unidad LS posee, en varios modelos tres y cinco puertas tanto el GT 3 y el GT 5 destacan en su gama teniendo un precio más alto a comparación de sus sucesores. Se pueden diferenciar por sus emblemas que solo la GMC - CHEVROLET incluye en sus modelos premium RS-GT5, unos de los pocos en la gama GT. Muchos de estos vehículos ensamblados en Detroit, EE. UU., con partes americanas fueron enviados a varias partes del mundo donde su mercado se encontraba en auge con el fin de celebrar la comercialización de los mismos. Se los puede diferenciar ya que debajo del emblema Chevrolet trasero del baúl se encuentran los emblemas RS que su posterior compañero de patio lleva consigo, nos referimos al Sonic RS. 

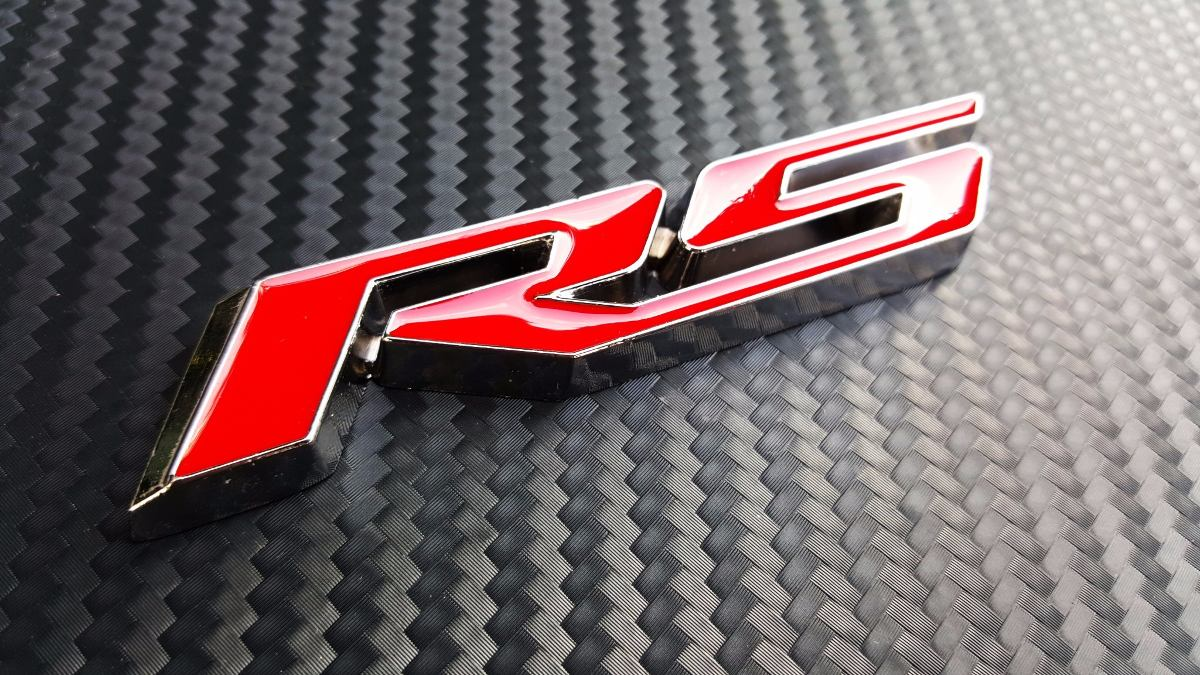
Rs sport

El mismo emblema el GT5 lo lleva en sus puertas tanto de pasajero como del piloto, su parrilla delantera es totalmente diferente color negro entremallado y con los emblemas nuevos Chevrolet que como premisa se lanzaron con este auto y luego posicionado en el 2011 con los modelos que hasta la fecha existen, adicional de su característica premium RS Emblem, sin duda alguna un GT5 RS Limited Edition es una joya de confort rapidez y precio que pocos detrás de su volante pudieron disfrutar.

### Sudamérica

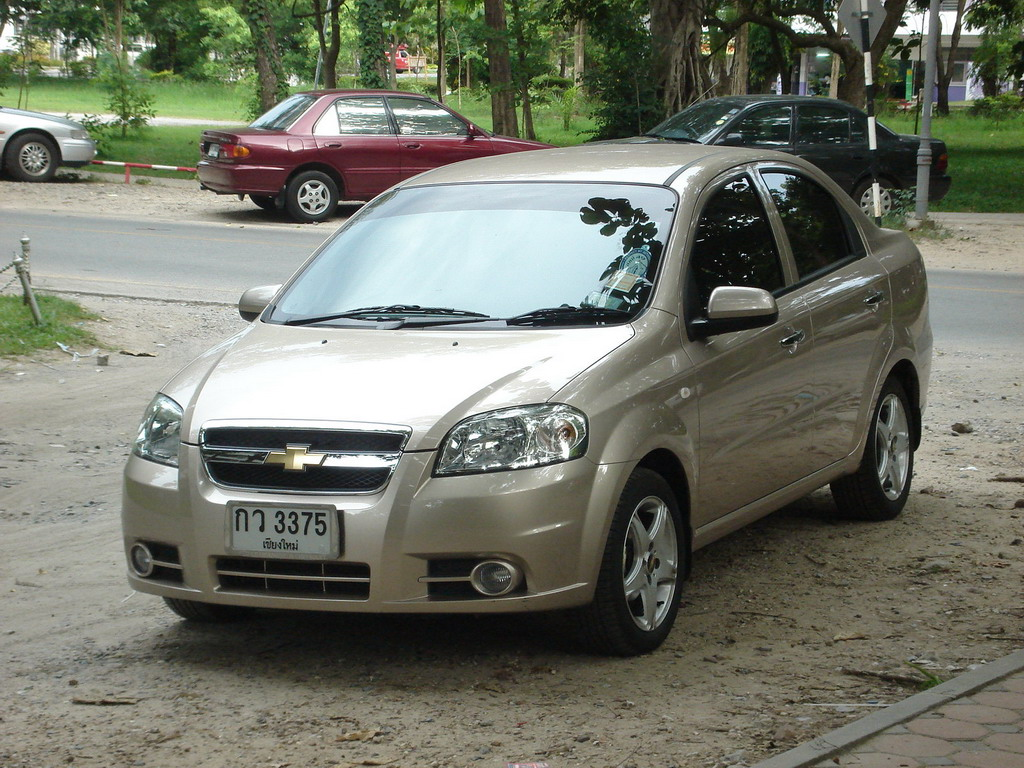
T250 Chevrolet Aveo sedan.

El T200 se vende como Chevrolet Aveo en el Ecuador (4 puertas), Perú (3 puertas y de 5 puertas), Venezuela, Colombia y Chile (todos los estilos de la carrocería). El T250 se vende como Chevrolet Aveo en el Perú (4 puertas).
En Bolivia se vende el Aveo HB (importado desde Corea del Sur y desde Colombia), en Chile se comercializan la versión "E-motion", un hatchback de 3 puertas, y la versión sedán/cupé de 5 puertas, mientras que en la Argentina sólo se ha presentado la versión de 4 puertas, en tanto que en Venezuela es vendido el modelo T250 en dos versiones: Aveo 3 Puertas LT y Aveo 4 Puertas LT, siendo todas sus versiones iniciales de ensamblaje local, y las que se han vendido desde el año 2009 en adelante ya son vehículos importados desde Colombia.

#### Colombia
En Colombia ha sido el automóvil más vendido durante los años 2006 al 2013, hay más de 6 variantes como el Aveo Family (Un T200 con Motor E-TEC II 1.5 SOHC 8V L4 y rines de lámina con tapa plástica), la versión del Aveo T200 con mejor equipamiento es la que cuenta con adiciones tales como elevavidrios delanteros y traseros eléctricos, tacómetro, rines de aluminio y motor E-TEC II 1.6 DOHC 16V L4 llamada Aveo Sedán, el T250 es conocido como Aveo Emotion y viene equipado con motor E-TEC II 1.6 DOHC 16V L4 y viene en versiones GTi de dos puertas, una caja de 5 velocidades y de tipo mecánica, la versión GT-HB 5 es de 5 puertas con caja de 5 velocidades, aparte de una versión con caja de cambios automática de 4 velocidades, una versión sedán básica está disponible y cuenta con elevavidrios eléctricos delanteros y rines de Aluminio de 14" pulgadas, mientras que la versión "Full Equipo" viene con rines de aluminio de 15", caja de cambios manual de 5 velocidades o una automática de 4 velocidades, elevavidrios eléctricos en las 4 ventanas, espejos retrovisores eléctricos ajustables, entre otros aditamientos. La versión T200 económica, proveniente de Ecuador se conoce como Aveo Family, siendo en todo aspecto un coche familiar de desempeño muy reducido frente a sus hermanos de serie, con un motor de apenas 83 caballos (84 CV) y una cilindrada de 1.489 centímetros cúbicos, un árbol de levas y 8 válvulas.
En 2013 se descontinuan todos los aveo dejando el Chevrolet Sail como su reemplazo y al Chevrolet Cobalt como el del Aveo E-motion

### Europa Occidental
Hasta finales de 2004, el T200 se vende como Daewoo Kalos. A principios de 2005, la marca Chevrolet sustituye la marca Daewoo Kalos y el rebadged fue el Chevrolet Kalos, coincidiendo con la introducción de la de 3 puertas. El nuevo sedán t250 se comercializa como Chevrolet Aveo, que sustituye al Kalos sedán en 2006. Un hatchback fue presentado en el Salón de Fráncfort 2007, para ir en venta a principios de 2008 como el Aveo - la sustitución de las Kalos.

### Europa Central y Oriental
La versión "T200" se vende como "Chevrolet Aveo" desde su introducción en 2003. La versión "T250" ha sustituido a toda la serie "T200" en sus versiones sedán desde el año 2006, manteniéndose el mismo nombre para no perder continuidad. Se anunció que en noviembre del año 2007, la planta FSO de Varsovia en Polonia producirá y ensamblará la variante del Aveo, todo ello en el marco de un acuerdo de tipo joint venture entre GM y la planta FSO de copropiedad estatal y de la empresa ucraniana UkrAVTO. GM tiene previsto producir 70.000 unidades del Aveo en la planta FSO en 2008, con un aumento de su producción, para llegar a las 100.000 unidades en el año 2009.
Las versiones vendidas en esta región son de motorización 1,4 L; cuyos motores ya estaban disponibles para las versiones tanto sedán como para los hatchback de tres y cinco puertas.

### Australia y Nueva Zelanda
El modelo T200 se encuentra disponible como el Daewoo Kalos antes de que las operaciones de Daewoo en Australia cesaron con el fin de la casa matriz en el 2004 y estuvo ausente del mercado Australiano hasta diciembre de 2005 cuando fue reintroducido como el Holden Barina (TK ( de 3 y de 5 puertas). El Barina TK reemplazó al previamente integrado Barina XC, ya que solamente fuera importado y remarcado siendo su origen el de un Opel Corsa. El T250 sedán llegó en febrero de 2006, y junto a los T200 y T250 se vende y distribuye en la red de concesionarios de Holden, filial de GM, ahora dueña de Daewoo junto a los demás integrantes de la línea de modelos Barina. El cambio desde productos de origen Opel fue severamente criticado, dada la baja calificación del Kalos en las pruebas de seguridad ANCAP. El T250 hatchback, junto a los 3 y 5 puertas, fueron comercializados desde agosto de 2008.

### Otros Mercados
- Indonesia: El T200 se vende como Chevrolet Aveo en Malasia, Indonesia y Filipinas, así como Sudáfrica. (de 5 puertas y 4 puertas).

- China El T250 sedán se vende como Chevrolet Lova en China. También es el primer mercado en recibir la versión facelifted del 2010.

- India: El T200-250 se puso en marcha en la India en 2006 como Chevrolet Aveo, junto con el lema "Una revolución india", una referencia de la campaña Chevrolet:Revolución Americana como cuña publicitaria. El T200 portón ha sido vendido en la India desde diciembre de 2006 como el Chevrolet Aveo U-VA. Un taxi llamado Chevytaxi se basa en el sedán T200. Curiosamente, el Aveo fue promovido en la película de Bollywood Ta Ra Ron Pum con calcomanías en los coches de la carrera, pero los coches se venden bajo las especificaciones del Chevrolet Monte Carlos.

## Plantas de ensamblaje

### T200
La gran mayoría de los Aveo de la serie T200 son fabricados en las planta de Bupyeong en Corea del Sur, así como en la planta de Varsovia en Polonia, que ahora fabrica los componentes de la serie T250. En China, Colombia, Ecuador, Polonia y Ucrania, son ensambladas y/o fabricadas versiones locales del Aveo, en algunos casos; a partir de conjuntos CKD (Complete Knock Down), los que son vehículos totalmente desarmados; algunos de los cuales son de origen brasileño, chino, surcoreano, polonés colombiano y ucraniano. Para el mercado Chino, el Aveo (designados localmente como "Chevrolet Lova") son fabricados y/o ensamblados en la planta de Shanghái por GM Wuling-Dongyue con conjuntos que son un 65% de origen local. En la India, los Aveo son ensamblados en la planta Halol. En Egipto, en la planta de GM en Egipto comenzó a operar en agosto de 2007 produciendo el Aveo localmente en tres variantes. El modelo T200 se fabrica/ensambla en las plantas de:
- Bupyong.
- Shanghái.
- Bogotá.
- Quito.
- El Cairo.
- Halol.
- Zaporizhia.

### T250

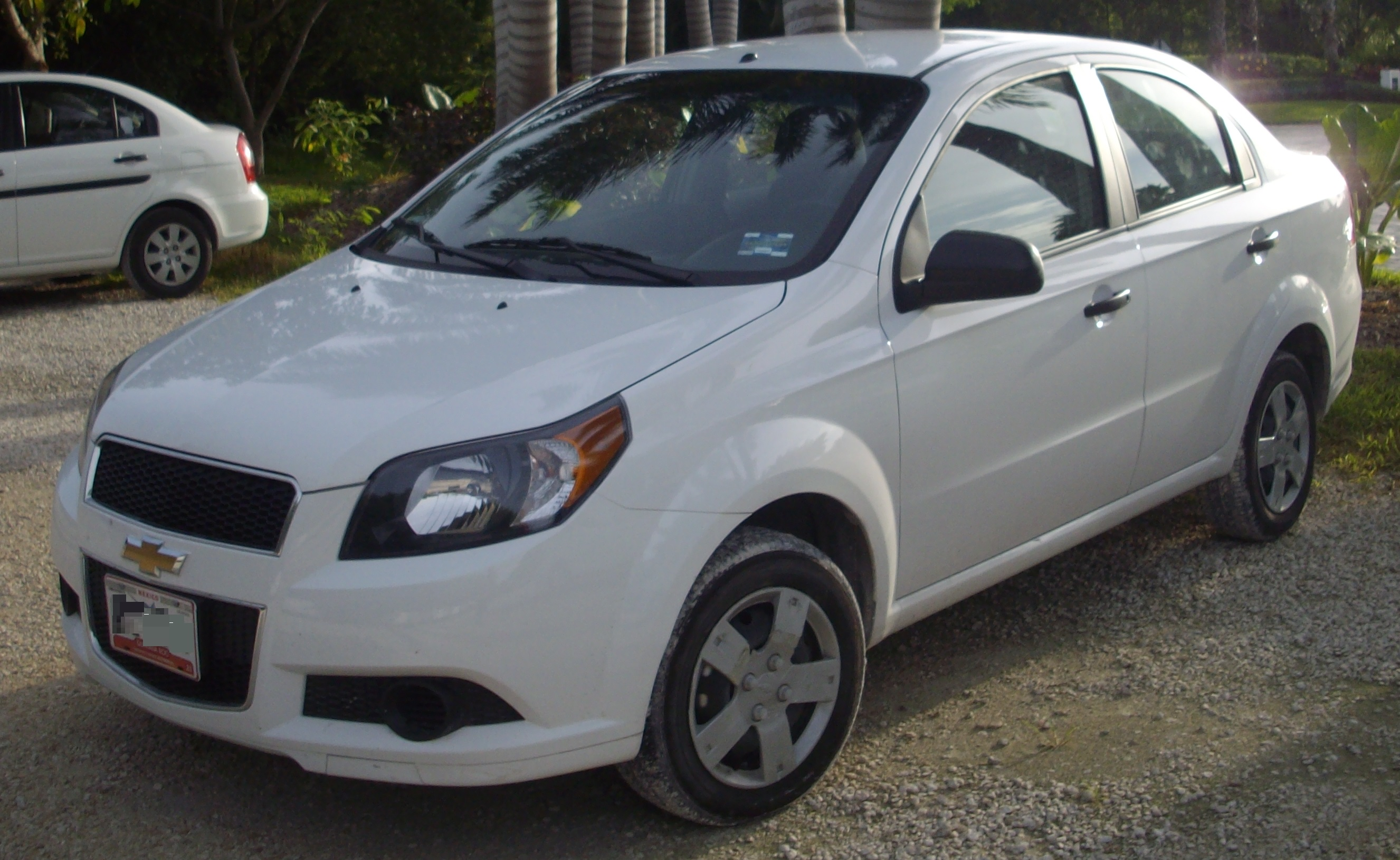
Chevrolet Aveo T250

Introducidos en agosto de 2008, los Chevrolet Aveo son también producidos en la nueva planta de General Motors en San Luis Potosí, México. Este modelo es el que se vende a toda América del Sur, excepto Chile y Colombia (donde algunos son importados de Corea del Sur, y otros son producidos localmente). El modelo T250 se fabrica/ensambla en las plantas de:
- Bupyong.
- Shanghái.
- Bogotá.
- El Cairo.
- San Luis Potosí.
- Varsovia.
- Rayong.
- Zaporizhia.

En México Llegó En 2017 Un Facelift Con El Frente Del Chevrolet Lova Vendido En China

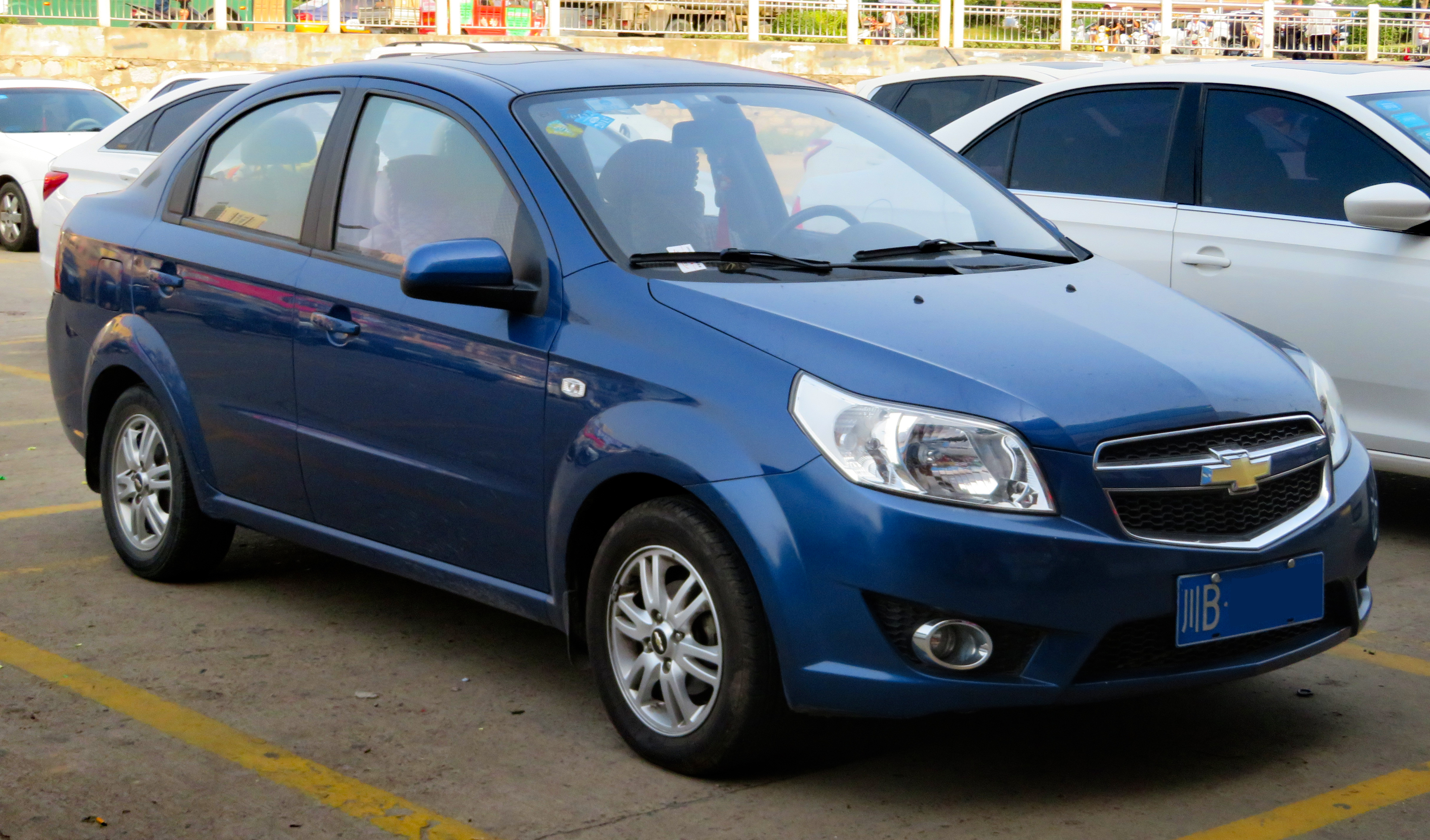
Chevrolet Aveo 2017

### T300
El modelo T300 se comercializa  en Colombia como Sonic, por parte de Colmotores, y no se fabricará en la línea de producción instalada en la planta de producción de Bogotá, para aprovechar el potencial total de la línea recientemente instalada. Su producción se iniciará en el 2011 como modelo global. Desde el año 2013 es también fabricado en la planta de GM do Brasil (al principio exportado desde GM de México) y también usa el nombre global de Sonic usado en la mayoría de las unidades de General Motors, no sólo en el Brasil; sino a nivel mundial para dicho coche.[cita requerida]
- Bupyong.
- São Caetano do Sul (SP)
 Joinville (SC).
- Shanghái.
- Ramos Arizpe.

### "Nuevo Aveo 2018"  México
A principios de 2018 en México se empezó a comercializar el Chevrolet Sail de tercera generación llamado Aveo II empezando su introducción al país azteca, lo que podría ser el reemplazo del modelo T250 después de haber sido un éxito durante más de 8 años y dando la bienvenida al Chevrolet Sail.
Este modelo mejoraba con un motor un poco más potente  y además de otras nuevas novedades nunca antes vistas se agregaron como equipo eléctrico de serie  y en seguridad se añadió bolsas de aire laterales y sistema Stabilitrack en la versión más equipada (2018-2020) cuyo punto fue muy criticado en su antecesor el T250.
desde el 2021 el modelo solo se ofrece en dos versiones de equipamiento esto debido a que tenía similitud de precios con el recién presentado Chevrolet Onix por lo que perdería parte de su equipo de seguridad como las bolsas de aire laterales y el sistema Stabilitrack.

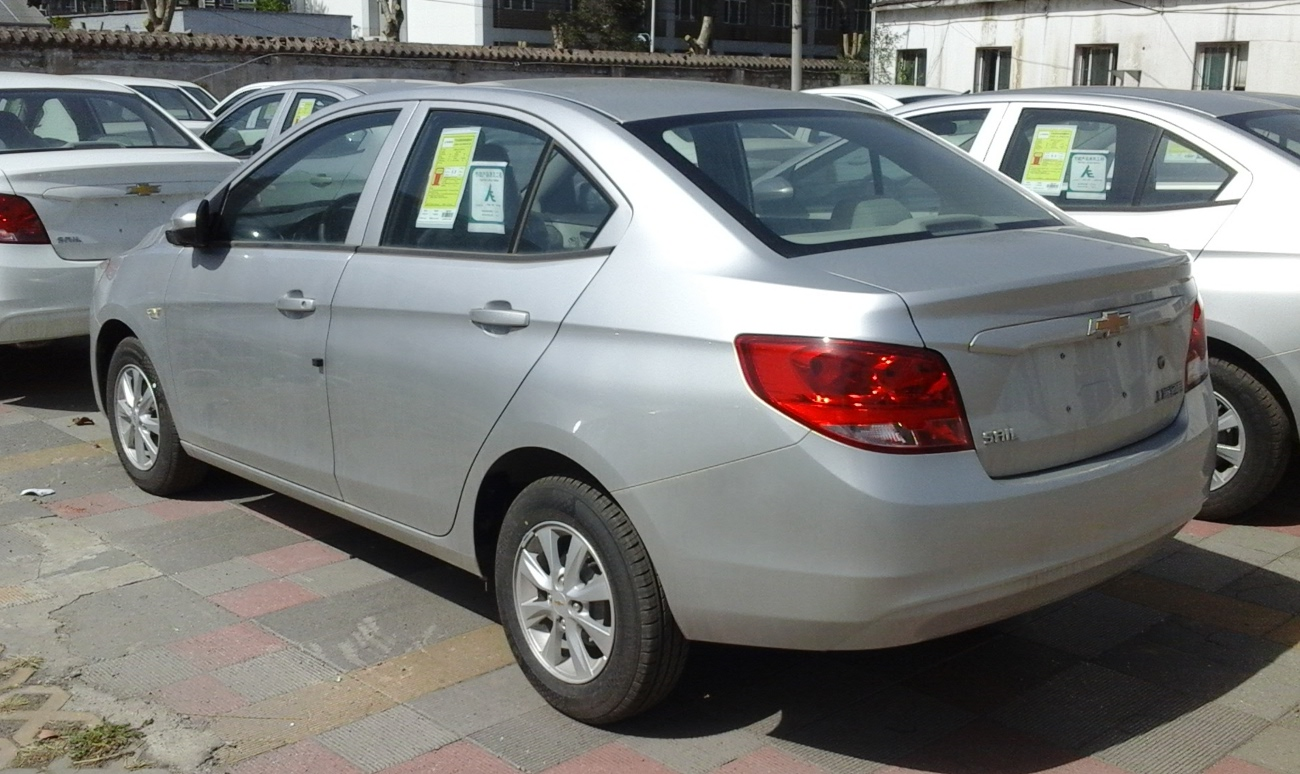
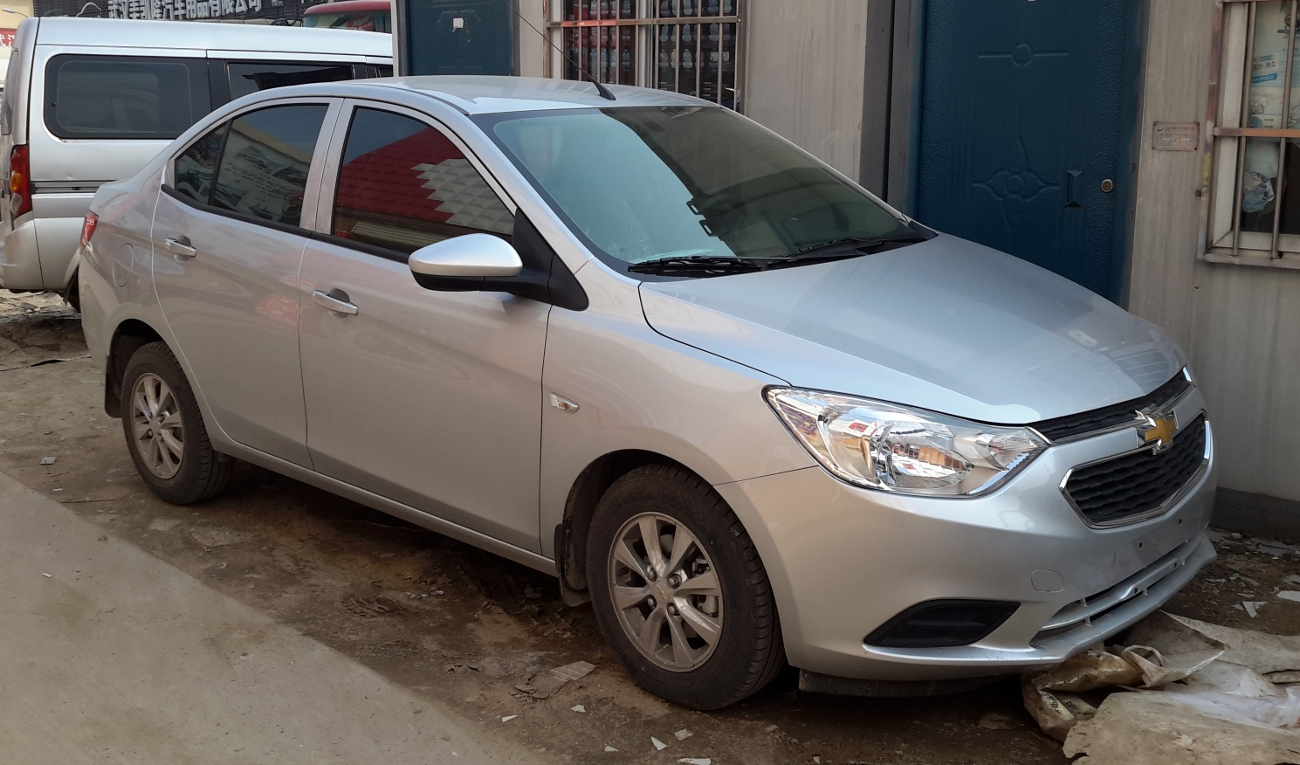
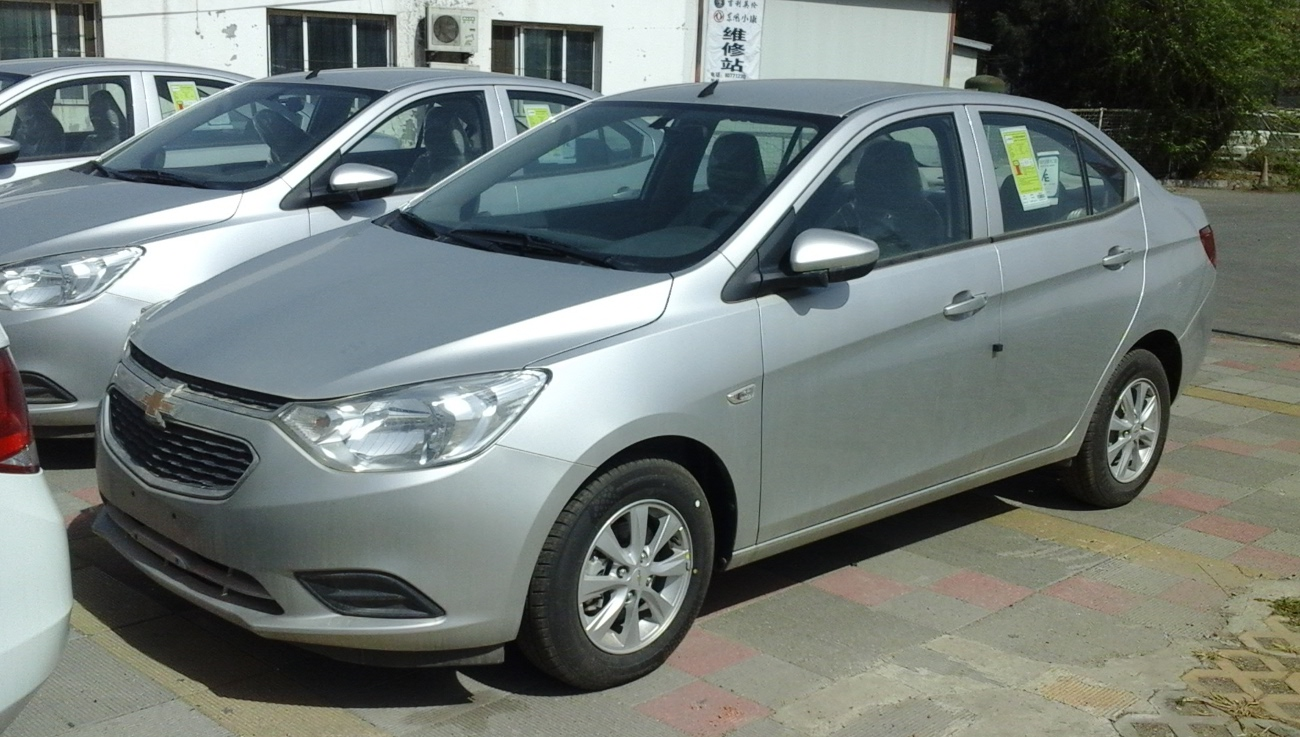
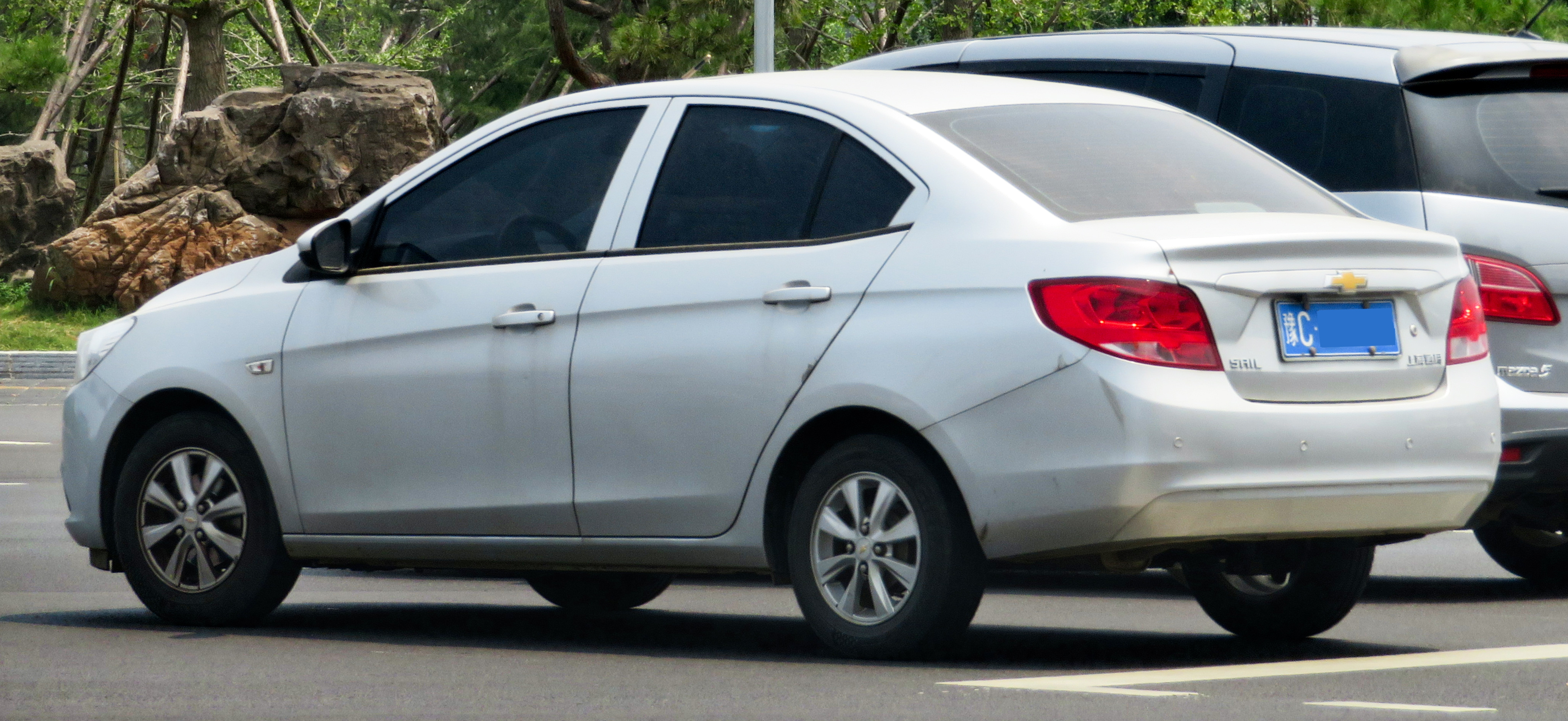

## Vehículos conceptuales
- Aveo Xtreme

Presentado en el Auto Exposhow de Shanghái del 2005, el Aveo Xtreme presenta funciones personalizadas, nuevas defensas, alerones y paneles del estilo roquero, una suspensión baja, y una muy audaz pintura de color verde. Aunque esencialmente un ejercicio de los tuneadores aficionados, el coche va dirigido al mercado de los jóvenes, y en el Xtreme se incluye un Sistema de video de alta resolución Pioneer 6500, que incorpora un radio AM/FM estéreo con reproductor de CD, DVD y reproductor de MP3, junto con un servicio de radio XM, pantallas de 7 pulgadas, con funcionamiento táctil integrado, y un sistema de videojuegos PlayStation 2.
- Chevrolet Beat, Groove y Trax

Originalmente exhibido en el Nueva York Auto Show International de 2007, en estos tres vehículos de concepto se da relieve a la nueva dirección que podría tomar la plataforma, lo que se podría ver desarrollado en una variante posterior del Aveo. En Los Ángeles Auto Show del 2007, General Motors anunció que el conceptual Beat entraría en producción para el mercado mundial, aunque no lo haría inmediatamente para los Estados Unidos.
- Aveo, Edición Iron Man

Presentado en el Auto Expo de Shanghái en el 2007, es un Aveo radicalmente transformado, un coupé de cinco puertas Chevrolet Aveo se usó como base, el cual sería exhibido en el stand de la General Motors de dicha feria. El concepto fue presentado sin nombre y con un color de pintura naranja, con toques de color negro en el bómper delantero y trasero, y una franja negra en forma de banda en el centro de adelante hacia atrás de la carrocería. el director de estilo de una revista, Nate Luzod; bautizó este Chevrolet como el "Aveo Edición Iron Man".

### Conceptos SEMA
En 2011 se presentaron una serie de modelo:
- "Sonic Z-Spec #1", tipo 5 puertas, incluye Z-Spec para efecto suelo, parrilla rediseñada, ruedas de 18", conjunto de pedales deportivos, volante tipo deportivo (chato), freno con 4 pistones, y un nuevo sistema de suspensión.
- "Sonic Z-Spec #2", transmisión manual de 6 velocidades, y similares características al "#1".
- "Sonic Z-Spec 4D".
- "Sonic Dusk".
- "Sonic Super 4".
- "Sonic Boom", transmisión automática de 6 velocidades, con un potenciado sistema de audio.

En 2012 se presentó "Sonic Dusk". Una versión del "Sonic Sedan Ecotec 1.4L" de 6 velocidades opcionamente manual o automático, basado en el concepto SEMA. Con detalles orientados a lo deportivo, y con sistema info-entretenimiento "MyLink".